# Anni 750 a.C.
Gli anni 750 a.C. sono il decennio che comprende gli anni dal 759 a.C. al 750 a.C. inclusi.

## Eventi, invenzioni e scoperte
- 753 a.C. - Il 21 aprile, secondo la leggenda,  avviene la fondazione di Roma.
- 757 a.C. - nel 757 venne fondata la città di Messina, all’epoca Zancle.

## Nati
- Numa Pompilio, re romano († 673 a.C.)

## Morti
- Ardis I, re758 a.C.
- Osorkon III, faraone egizio754 a.C.
- Rudamon, faraone egizio753 a.C.
- 21 aprile - Remo, romano (n. 771 a.C.)
- Alcmeone, politico ateniese